# ¡Átame!
¡Átame! is een Spaanse film uit 1990. Het is de doorbraak geweest van Antonio Banderas als acteur. De film werd geregisseerd door Pedro Almodóvar.

## Verhaal
De hoofdpersoon Ricky wordt vrijgelaten uit een inrichting. Hij is verliefd op een meisje waarmee hij ooit een onenightstand heeft gehad. Hij kan haar niet uit zijn hoofd zetten en besluit haar te ontvoeren. Het meisje, Marina, blijkt een pornoactrice die net aan het afkicken is van heroïne. Ze wordt verliefd op haar ontvoerder en raadt hem zelfs aan om haar vast te binden zodat ze niet meer kan vluchten. Na verloop van tijd ontsnapt ze toch, maar uiteindelijk komen de twee weer bij elkaar.

## Rolverdeling
| Acteur              | Personage           |
| ------------------- | ------------------- |
| Victoria Abril      | Marina Osorio       |
| Antonio Banderas    | Ricky               |
| Loles León          | Lola Osorio         |
| Francisco Rabal     | Máximo Espejo       |
| Julieta Serrano     | Alma Espejo         |
| María Barranco      | Berta               |
| Rossy de Palma      | drug dealer         |
| Lola Cardona        | ziekenhuisdirecteur |
| Francisca Caballero | Marina's moeder     |

## Prijzen
¡Átame! werd genomineerd voor de volgende filmprijzen:
- De César
- Filmfestival van Berlijn
- Golden India Catalina op het Cartagena Film Festival voor de beste acteur.
- Nominaties voor de Goyafilmprijs in vijftien categorieën.

## Andere films van Almodóvar
- Todo sobre mi madre
- Hable con ella
- La mala educación
- Volver